# دان أوتيرو
دان أوتيرو (بالإنجليزية: Dan Otero) هو لاعب كرة قاعدة أمريكي، ولد في 19 فبراير 1985 في ميامي في الولايات المتحدة.

## وصلات خارجية
- دان أوتيرو على موقع دوري كرة القاعدة الرئيسي (الإنجليزية)
- دان أوتيرو على موقعبيزبول رفرنس.كوم (الدوري الرئيسي) (الإنجليزية)
- دان أوتيرو على موقعبيزبول رفرنس.كوم (الدوري الثانوي) (الإنجليزية)
- دان أوتيرو على موقع إي إس بي إن.كوم (أم.أل.بي) (الإنجليزية)
- دان أوتيرو على موقع مشجعي الرسوم البيانية (الإنجليزية)